# João Malaca Casteleiro
João Malaca Casteleiro GOIH (Covilhã, Teixoso, 29 de agosto de 1936 - Lisboa, 7 de fevereiro de 2020) foi um professor, investigador e linguista português.

## Vida
João Malaca Casteleiro licenciou-se em filologia românica em 1961, e doutorou-se em 1979, na Faculdade de Letras da Universidade de Lisboa, com uma dissertação em sintaxe da língua portuguesa. Foi desde 1981 professor catedrático na mesma faculdade. Lecionou e coordenou a cadeira de sintaxe e semântica do português, no âmbito da licenciatura, e vários seminários nas áreas da sintaxe, léxico e didáctica, no âmbito do mestrado.
Foi director de investigação do Centro de Linguística da Universidade de Lisboa, conselheiro científico do Instituto Nacional de Investigação Científica e presidiu ao Conselho Científico da Faculdade entre 1984 e 1987. Coordenou e colaborado em diversos projectos de investigação e de edição, em Portugal e no estrangeiro, em articulação com organismos como o Conselho da Europa, os Serviços de Educação do Governo de Macau e o Ministério da Educação, entre outros.
Foi professor convidado na Universidade da Beira Interior, no Departamento de Artes e Letras. Foi membro da Academia das Ciências de Lisboa, desde 1979, e foi presidente do seu Instituto de Lexicologia e Lexicografia entre 1991 e 2008. Ao longo da sua carreira de professor orientou mais de meia centena de teses de doutoramento e de mestrado. Também foi membro correspondente da Academia Galega da Língua Portuguesa,
Em representação da Academia das Ciências de Lisboa, Malaca Casteleiro fez parte da delegação portuguesa ao Encontro de Unificação Ortográfica da Língua Portuguesa, realizado na Academia Brasileira de Letras, no Rio de Janeiro, em 1986, participou também no Anteprojeto de Bases da Ortografia Unificada da Língua Portuguesa, em 1988, assim como nos trabalhos que conduziram ao Acordo Ortográfico de 1990, firmado nesse ano, em Lisboa.
A 24 de abril de 2001 foi feito Grande-Oficial da Ordem do Infante D. Henrique.
João Malaca Casteleiro foi o responsável pela versão portuguesa do Dicionário Houaiss da Língua Portuguesa, bem como o coordenador científico do Dicionário da Língua Portuguesa Contemporânea e do Vocabulário Ortográfico da Língua Portuguesa editado pela Porto Editora em Outubro de 2009.

## Obra
A sua bibliografia, iniciada com a tese de licenciatura em 1961, é constituída por muitas dezenas de títulos sobre Linguística,  Didática do Português Língua Estrangeira e situação da língua portuguesa no mundo. Publicou obras como A Língua e a Sua Estrutura, A Língua Portuguesa e a Expansão do Saber, Nouvelles perspectives pour l'enseignement du portugais en tant que langue étrangère, A Língua Portuguesa em África e A Língua Portuguesa no Oriente: do Séc. XVI à Actualidade.

## Controvérsia
O Dicionário da Língua Portuguesa Contemporânea, apesar da polémica que se gerou aquando da sua publicação, não chegou a merecer uma segunda edição revista, por força de escândalos e contendas judiciais, com trocas de acusações entre Malaca Casteleiro e José Pina Martins, então presidente da Academia das Ciências de Lisboa. Em 2006, Fernando Guedes, responsável da Editorial Verbo, editora que publicou o dicionário, declarou: «Apesar de ser uma obra carismática e de referência, o Dicionário tem falhas, tem lacunas e precisa de ser urgentemente revisto e aumentado, de preferência já em 2007». Malaca Casteleiro, alegando falta de verbas, declarou ser impossível manter o trabalho da equipa que coordenava, afastando-se do projecto. Malaca Casteleiro foi afastado da presidência do Instituto de Lexicologia e Lexicografia da Academia em 2006[carece de fontes?], na sequência de diferendo com a Academia resultante do seu envolvimento na elaboração de dicionários conformes ao Acordo Ortográfico, publicados pela Texto Editores em 2008 — o Novo Grande Dicionário da Língua Portuguesa e o Novo Dicionário da Língua Portuguesa.
Malaca Casteleiro tem tido diversas intervenções públicas em prol do Acordo Ortográfico. Não obstante, subscreveu, em 2008, o manifesto de Evanildo Bechara, académico da Academia Brasileira de Letras e promotor do Acordo Ortográfico no Brasil, — "Considerações em torno do Manifesto-Petição dirigido ao senhor Presidente da República e aos Membros da Assembleia da República contra o Novo Acordo Ortográfico de 1990" —, divulgado no âmbito do 3.º Encontro Açoriano da Lusofonia, no qual se pode ler: «Só num ponto concordamos, em parte, com os termos do Manifesto-Petição quando declara que o Acordo não tem condições para servir de base a uma proposta normativa, contendo imprecisões, erros e ambiguidades». Este manifesto responde às críticas que foram dirigidas ao Acordo Ortográfico pelos signatários da petição Manifesto em defesa da Língua Portuguesa e conclui que «as falhas que se podem apontar no Acordo Ortográfico, facilmente sanáveis, não devem impedir que a língua escrita portuguesa perca a oportunidade de se inscrever no rol daquelas que conseguiram unificação no seu sistema de grafar as palavras».
Em 2005, respondendo ao pedido de pareceres que o Instituto Camões enviou a diversas instituições sobre o Segundo Protocolo Modificativo de 2004 do Acordo Ortográfico da Língua Portuguesa de 1990, Malaca Casteleiro emitiu, em nome da Academia das Ciências, parecer favorável à aplicação do Acordo do qual foi um dos autores. Não obstante ter declarado em 2005 que «a Academia das Ciências de Lisboa, através do seu Instituto de Lexicologia e Lexicografia da Língua Portuguesa, está preparado e disponível para efectuar, num prazo de seis meses, uma primeira versão do referido Vocabulário [Ortográfico], com cerca de 400 mil entradas lexicais», Malaca Casteleiro solicitou no mesmo ano financiamento à Fundação para a Ciência e a Tecnologia para elaborar durante três anos um "Dicionário ortográfico e de pronúncias do português europeu" com 150 mil lemas do português de norma europeia (projecto ref. PTDC/LIN/ /72833/2006 )

## Prémios
João Malaca Casteleiro foi galardoado com o Grande Prémio Internacional de Linguística Lindley Cintra, da Sociedade de Língua Portuguesa, em 1981, e foi agraciado pelo Governo Francês com o grau de Cavaleiro das Palmas Académicas, em 1986.